# Blue Hustler
Blue Hustler – brytyjska telewizja erotyczna typu softcore.
Właścicielem kanału jest holenderska firma Sapphire Media International BV. Blue Hustler emituje ramówkę w godzinach 23:00-5:00.